# 俄林島
63°30′S 60°07′W / 63.500°S 60.117°W
俄林島是南極洲的島嶼，位於陶爾島北端以西9.7公里的南冰洋海域，屬於帕默群島的一部分，該島在1901年至1904年期間由瑞典探險隊發現，島上無人居住。